# Medelpads revir
Medelpads revir var ett skogsförvaltningsområde inom Mellersta Norrlands överjägmästardistrikt och Västernorrlands län, som omfattade dels samtliga socknar i Selångers, Tuna, Torps, Njurunda och Sköns tingslag, dels Indals och Holms socknar samt Indals-Lidens socken med undantag av kronoparkerna Västra och Östra Oxsjö, dels ock Hässjö och Tynderö socknar samt Ljustorps socken med undantag av kronoparkerna Västra och Östra Laxsjö. Det var indelat i tre bevakningstrakter. Vid 1910 års slut omfattade de allmänna skogarna i reviret en sammanlagd areal av 32 727 hektar, varav tio kronoparker om totalt 24 937 hektar.